# Zeche Kleine Hamburg & Friedrich
Die Zeche Kleine Hamburg & Friedrich in Annen ist ein ehemaliges Steinkohlenbergwerk. Das Bergwerk war auch unter den Namen Zeche Kleine Hamburg oder Zeche Kleinehamburg modo Morgenstern bei Witten bekannt. Trotz der mehr als einhundertjährigen Geschichte wird über das Bergwerk nur wenig berichtet.

## Bergwerksgeschichte
Im Jahr 1788 wurde ein Längenfeld vermessen. Im Jahr 1800 konsolidierte das im Jahr 1789 verliehene Feld Friedrich mit dem Feld Kleine Hamburg. Am 22. Juli des Jahres 1837 wurde die Zeche Kleine Hamburg, bestehend aus zwei Längenfeldern, verliehen. Im Jahr 1850 erfolgte der Aufschluss der Lagerstätte aus der Zeche Vereinigte Hamburg & Vollmond. Die Zeche Kleine Hamburg & Friedrich war zwar zu diesem Zeitpunkt in Betrieb, hatte aber keinen eigenen Schacht. In den Jahren 1860 und 1865 war das Bergwerk nachweislich in Betrieb. Im Jahr 1894 konsolidierte die Zeche Kleine Hamburg & Friedrich zur Zeche Vereinigte Hamburg.